# Rolls-Royce RB.183 Tay
Rolls-Royce RB.183 Tay je dvouproudový motor, vyvinutý z jádra motoru RB.183 Mk 555 Spey a dále využívá upravené dmychadlo z motoru Rolls-Royce RB.211-535E4, čímž vznikly různé verze s obtokovým poměrem 3,1:1 nebo vyšším. Středotlaký kompresor a nízkotlaká turbína byly navrženy díky technologii z programu RB.211. Motor byl poprvé spuštěn v srpnu 1984. Verze Tay 650 měla novou vysokotlakou turbínu, která obsahovala nové technologie vyzkoušené u modelu RB.211-535E4. Motor má také novou spalovací komoru s lepší odolností.
Serie motorů Tay se používá u řady dopravních letadel a větších business jetů, včetně rodiny Gulfstream IV, Fokker 70 a Fokker 100, přičemž novější verze nahradily původní motory Boeingu 727-100.

## Použití

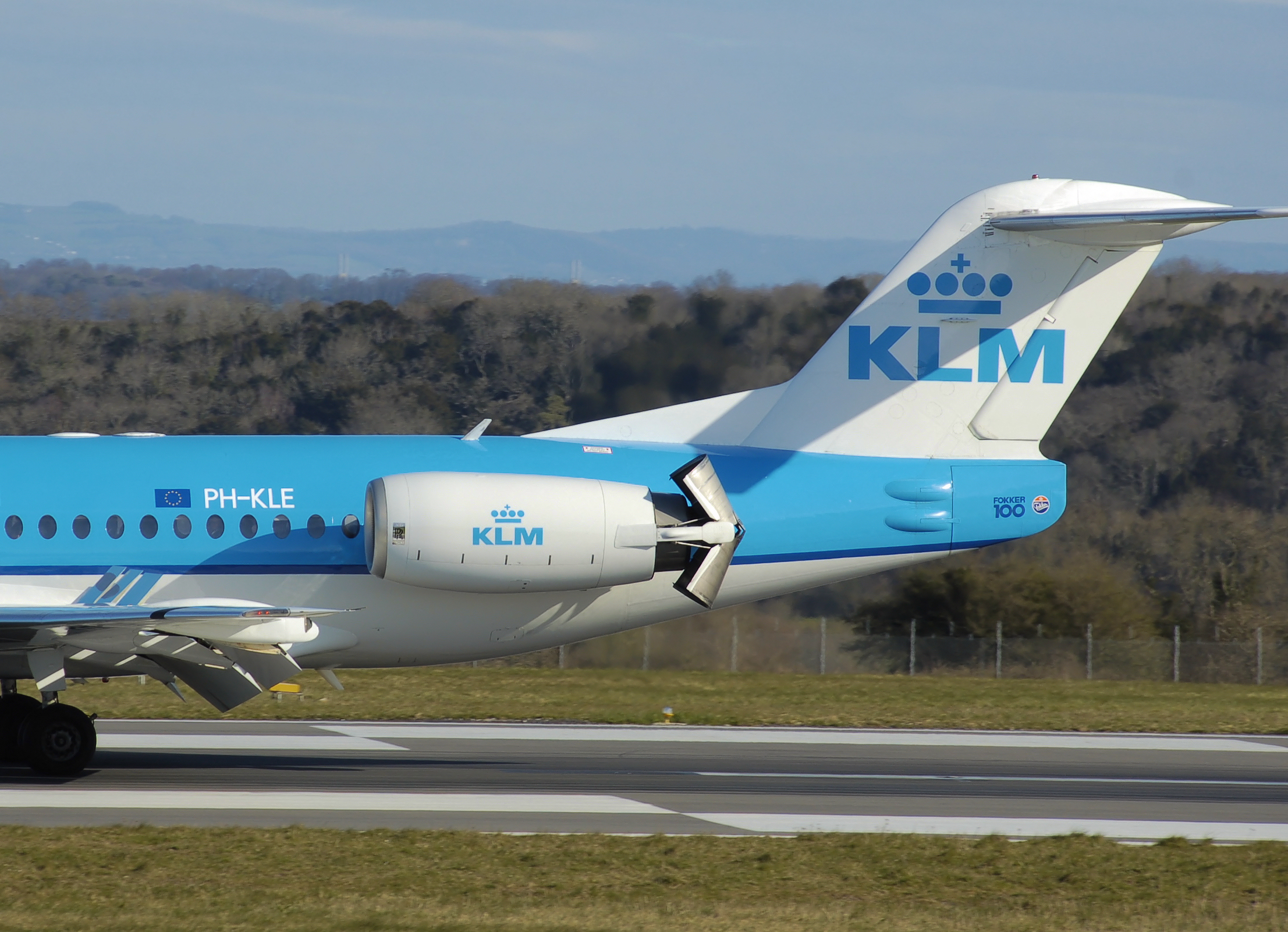
Rolls-Royce Tay na Fokkeru 100 s vysunutými obraceči tahu.

- Boeing 727-100 QF
- Fokker 70
- Fokker 100
- Gulfstream IV
- Gulfstream G350/G400/G450
- Gulfstream X-54

## Specifikace

### Technické údaje
- Typ: dvouhřídelový dvouproudový motor s vysokým obtokovým poměrem
- Délka: 2 405,4 mm
- Průměr: 1 117,6 mm (dmychadlo)
- Suchá hmotnost: 1 501,4 kg

### Součásti motoru
- Kompresor: jeden stupeň dmychadla, třístupňový nízkotlaký kompresor a dvanáctistupňový vysokotlaký kompresor
- Spalovací komora: prstencová
- Turbína: dvoustupňová vysokotlaká a třístupňová nízkotlaká turbína

### Výkony
- Maximální tah: 13 850 lbf (62,82 kN)
- Obtokový poměr: 3,04:1
- Měrná spotřeba paliva:
- Poměr tah/hmotnost: 4,2:1

### Podobné motory
- General Electric CF34
- IAE V2500
- PowerJet SaM146
- Pratt & Whitney PW6000
- Progress D-436
- Rolls-Royce BR700